# لحوي الجذر
لحوي الجذر (الاسم العلمي: Rhizopogon)، جنس فطريات من الدعاميات خارجية الجذور تتبع فصيلة لحويات الجذر. ثمارها بوغية تتشكل تحت الأرض يشار إليها عادة باسم "الكمأة الكاذبة". السمات الشكلية العامة لثمار أبواغ لحوي الجذر هي غلاف أحادي أو مزدوج يحيط بخدر الجليبة والصفينة عديمة الكيس البوغي. تُنتج الأبواغ الدعامية على دعامة التي يحملها غشاء الفطر الذي يغطي السطح الداخلي لخدر الجليبة. غالبًا ما يكون الغلاف مزينًا بحبال فطرية سميكة، تُعرف أيضًا باسم الحبل الأفطوري، والتي تربط الثمار البوغية بالركيزة المحيطة. الاسم العلمي Rhizopogon من الإغريقية (Rhiz-) "جذر" (-pogon) "لحية" وقد أُطلق عليه هذا الاسم في إشارة إلى الجذور الموجودة على ثمار أبواغ العديد من الأنواع.
توجد أنواع لحوي الجذر بشكل أساسي مع الفطريات خارجية الجذور المرتبطة مع الأشجار من فصيلة الصنوبرية وهي تتعايش بشكل خاص مع أشجار الصنوبر والتنوب والشوح وشوح دوغلاس. من خلال علاقاتها الخارجية، يُعتقد أن لحوي الجذر يلعب دورًا مهمًا في بيئة الغابات الصنوبرية. أثبتت دراسة حديثة للتطور الجزيئي والميكرومورفولوجيا أن لحوي الجذر عضو في بوليطيات، وثيق الصلة بجنس Suillus.